# Meetjeslandse schaakvereniging
Meetjeslandse Schaakvereniging (MSV) is een samenwerkingsverband tussen vier Belgische schaakverenigingen uit Eeklo, Assenede, Evergem en Kaprijke. De oprichtingsdatum was in 1967 en MSV is aangesloten bij de Koninklijke Belgische Schaakbond. Op 21 juli 2018 kreeg MSV, ter gelegenheid van haar 50-jarig bestaan, de titel 'koninklijk'.

## Externe competitie
Het eerste team speelt in de derde klasse van de interclub (schaken) vanaf het seizoen 2019/2020. Het tweede team speelt in de vierde klasse. Het derde tot en met het vijfde team speelt in de vijfde klasse.

## Trivia
- MSV organiseert sinds de oprichting een intern toernooi tussen de aangesloten verenigingen, het Ledegancktoernooi vernoemd naar Karel Lodewijk Ledeganck. In het seizoen 2019/2020 vindt de 50e editie plaats. Schaakvereniging Den Eik uit Assenede is recordkampioen met 17 titels.[2]